# 프랑스 연극
프랑스 연극은 중세의 가톨릭 전례극에서 시작하였으며 후기 중세의 세속극, 17세기의 고전주의 비극 등의 발전과정을 거쳤다.

## 중세극
- 프랑스 중세극

중세 프랑스에서 극문학이 본격적으로 흥성한 것은 15세기이다.

## 고전극
16세기에 도입된 그리스와 로마 고전극의 영향은 합창대의 존재나 서정적인 긴 대사 등에 나타나 이론상의 요구를 충분히 만족시켜 주지는 못했다. 16세기 후반부터 1630년경까지의 프랑스 연극계의 주류는 오히려 이상주의적인 합법칙(合法則) 연극에 대한 반동이라고도 할 수 있는 바로크 연극(baroque drama)이었다. 그 주요한 장르는 에스파냐의 영향을 받은 희비극이다. 이 바로크의 특징은 운동성과 정념의 전면적 표출 및 표현의 자유분방에 있다. 당시의 관객이 요구한 괴이 모험에 대한 취미를 줄거리의 변화로 충족시킨 것이 희비극이며, 초자연적인 무대로 우아한 연애를 펼쳐 보인 것이 이탈리아계의 목가극(牧歌劇)이었다. 그러나 프랑스에서는, 후자는 오히려 당시에 크게 유행했던 오노레 뒤르페(Honoré d'Urfé, 1567-1625)의 장편소설 <아스트레>(1610-27) 등의 전원소설에 흡수되어 연극의 장르로서는 별로 발전하지 못했으나 라캉의 <전원극(田園劇)> 같은 유명작도 있다.
희비극의 활발한 움직임이나 자유로운 줄거리 등은 관객을 매혹시켰다. 1628년 상연된 장 드 실랑드르(Jean de Schelandre)의 희비극 <틸과 시돈>에 보낸 프랑수아 오지에(Fran ois Ogier)의 서문은 바로 희비극 옹호의 이론이라 하겠다. 실재의 인생에도 즐거운 일이나 슬픈 일은 섞여 있기 때문에 무대 위에서도 쌍방의 혼합이 자연스럽다는 이러한 희비극은 코르네유의  <르 시드>가 발표된 1636년경까지 크게 유행했다.
이 장르의 대표적 작자는 알렉산드르 아르디(Alexandre Hardy, 1570-1632?), 장 드 메레(Jean de Mairet, 1604-86), 트리스탕 레르미트(Tristan l' Hermite), 로트루(Rotrou, 1609-50)가 있다. 특히 아르디는 부르고뉴 극장의 전속 작가로서 약 600편의 작품을 남겼으며, 그의 공적은 합창을 배제하고 라틴풍의 번잡한 수사법을 폐지했으며 무대의 움직임을 중시했다는 점에서 크다고 하겠다.
이리하여 프랑스 연극은 연극성이라는 점에서는 꾸준한 진보를 보였으나, 국내에는 종교전쟁의 여운이 아직 가라앉지 않았고 앙리 4세가 광신자의 손에 쓰러지는 등 불안한 사회정세를 반영시키고 있었으며, 연극의 세계도 여전히 피비린내 나는 것이나 황당무계한 작품이 환영받고 있었다.
이것이 루이 13세의 치세가 되어 리슐리외(duc de Richelieu, 1585-1642)의 정치로 사회정세가 안정되면서 우아·세련을 요구하게 된다. 후에 몰리에르가 <재치를 뽐내는 아가씨들>에서 통렬히 풍자한 브레시오지테(才人才媛氣質)는 당시 이 새 풍조의 지도적 역할을 다했다.
상류계급에서는 명사나 귀부인을 중심으로 하는 귀족 문인이 모이는 살롱(salon)이 형성되고, 언어나 예의 범절을 세련케 하는 곳이 되어 지식인에 의한 국어의 순화운동과 결부되는 커다란 힘이 되었다. 이러한 살롱은 이상적 인간상으로서 우아하며 교양이 높고 더구나 용감하고 성실한 '오네콤(紳士)'의 상(像)을 만들었다. 이와 같은 운동이 번짐에 따라 극계나 작품에도 이러한 이상에 입각한 예절이 요구되기 시작했다.
루이 13세는 칙령으로 '배우에게 모든 부도덕한 언동을 금'하고 재상 리슐리외는 추기경의 저택에 훌륭한 무대를 설치한 뒤 스스로 집필하였고, 또한 한 무리의 작가들에 대한 지원자가 되어 아카데미 프랑세즈의 창립(1635)에 기여했다.
이러한 상황 아래 고전적 교양이 깊은 지식인의 발언력이 연극문학에 대해서도 강대해지고 '비앙세안스(예의범절)', '프레상브랑스(사실적)', '장르의 엄연한 구별'. '삼일치의 법칙' 등 고전주의의 원칙이 형성되었으며, 1634년에 메레의 비극 <소포니브스>는 프랑스 최초의 합법칙 연극으로서 성공했다. 그리고 당대 문단의 원로격인 장 샤플랭(Jean Chapelain, 1595-1674)은 리슐리외의 동의를 얻어 <연극예술에 관한 서간>을 발표, 삼일치의 법칙을 비롯하여 고전극의 법칙을 주장했다.
전세기(前世紀) 이후 파리에는 부르고뉴 극장 이외의 상설극장은 없었으나 1628년에는 비극배우 몽드리 극단이 마레 극단을 창설, 1658년에는 몰리에르 극단이 프티 부르봉에서 공연하게 된다. 17세기 초엽에는 중세적 병렬무대가 남아 있었으나 1618년에 니콜라 사바티니의 <연극기계장치 제작의 실제>가 발행되고 이탈리아식 장치가 채택되었다. 조명은 촛대를 매달아 사용했으며 상연중에는 이를 끌어내어 촛불의 심지를 자르는 등의 방법을 썼다.

### 프랑스 고전극의 상연 형태
1548년, 수난극 상연조합이 부르고뉴 공(公) 저택 자리의 일부에 신설한 부르고뉴 극장은 17세기의 초엽까지 촛불 조명이었으며, 한 그루의 나무가 숲을 나타내고 물 한그릇에 담긴 물이 바다를 나타내는 식의 장치에 의존하고 있었다.
이것이 고전주의 이론과 이탈리아 무대장치의 도입으로 개혁되었다. 1629년에 건립된 마레 극장이나 1637년에 리슐류가 세운 팔레 루아이얄 극장은 그 영향을 받아 원근화법, 기계 구성의 장치를 설치하여 달이나 별, 또는 구름이 레일 위를 가고 실린더의 응용으로 장막이 흔들리는 등의 장치를 했었다. 의상도 호화로워졌으나 시대색이나 지방색에는 별다른 관심이 없었고 일반적으로 비극은 로마풍의 의상, 희극은 서민풍의 의상을 사용했다. 극장은 폭이 좁고 비좁았으며, 무대의 양쪽에는 상류계급의 관객을 위한 벤치가 있었으며 일반 대중석은 맨바닥에 마련되어 있었다.
1660년경에는 1주 3회의 공연이 보통이었으며 상연시간도 차차 늦어져 저녁 무렵에 개막을 했다. 희극의 제목은 여러 색깔의 간판에 게시되었으며 또한 각 극장의 인기배우, 즉 부르고뉴 극장에서는 베를로즈나 프로리들, 마레 극장에서는 몽드리, 팔레 루아이얄 극장에서는 몰리에르나 그랑쥬가 인기와 재능을 발휘하여 작품의 선전에 임했다. 당시는 그 개막전의 배우 인사가 선전에 큰 구실을 했었다. 작품은 작가가 직접 극장에 갖고 와서 교섭을 하거나 살롱에서 낭독되어 유력자의 추천을 받는 등의 형식으로 제공되었다.
시대가 달라짐에 따라 희극 분야에 음악과 무용을 곁들이기 시작했다. 마자랭이나 리슐리외 지휘하에 이탈리아풍 오페라가 시연(試演)되고 음악가 륄리(1633-1686)가 몰리에르와 협력하여 연희 여흥의 음악이 곁들인 무용희극, 음악무용이 곁들인 전원극 등을 주문 생산했다. 그리고 이러한 것들이 궁정의 홀이나 정원에서 상연되어 오페라나 스펙터클 계열의 발달을 가져왔다.

### 프랑스 고전극의 배우
17세기 초엽의 배우는 주로 지방을 순회하는 유랑극단의 연예인에 불과했으며 레퍼토리도 빈약했다. 도시에서는 부활제 전에 서는 장날과 7월부터 9월의 상 롤랭의 장날 등에는 약장수의 선전이나 가두 행상인의 선전이 왕성했으며 그것을 담당하는 자는 거의 희극배우와 다름이 없었다. 당시 배우들은 시즌마다 파리에서 계약, 극단을 조직하여 지방으로 순회공연을 하는 관습이 있었으나, 17세기 초엽에는 바르랑 르 콩트 극단이 부르고뉴 극장에서 장기 공연을 가져 아르디의 작품을 소개했다.
당시 소극의 연기로 인기를 얻은 배우로는 그로 귀욤, 고티에 가르규, 튀르류팡의 트리오가 있었으며, 비극의 영역에서는 프롤리돌 벨레로즈, 몽프르리를 들 수 있다. 특히 몽프르리는 고운 목소리와 풍부한 성량으로 여자 역까지 맡았다고 한다.
여배우로는 샹메레를 들 수 있는데, 라신의 에르미온(<앙드로마크>), 베레니스(<베레니스>)를 잘 연기했으며 라신의 애인이기도 했다. 희극에서는 레이몽 푸아송이 유명하여 크리스팡의 역이라는 하인 역할은 그가 창시한 것이다. 마레 극단에서는 코르네유의 작품을 많이 상연했었으며 코르네유의 배우는 몽드리였다. <르 시드>의 로드리그는 크게 인기를 얻었으나 43세의 젊은 나이에 중풍으로 은퇴했다. 그 뒤는 프로리돌이 이었다. 그는 부르고뉴 극단 출신으로 자연스러운 연기로써 유명했다.
몰리에르 극단에서는 우선 단장 자신이 일류의 배우였다. 몰리에르의 잘 알려져 있는 초상화는 그가 스칼라무슈로 분장한 것으로, 이 역은 신기(神技)나 다름이 없었다고 한다. 그를 지도했다고 하는 마를렌 베자르, 그리고 그녀의 동생, 또는 사생아로 그의 아내가 된 아르망드 베자르, 또한 라신에게 스카웃되어 몰리에르와 불화의 씨가 된 뒤 파르크 등이 인기여우였다. 몰리에르의 마지막이며 또한 자식처럼 사랑했던 제자 바론은 다음 계승자를 노리는 젊고 우수한 배우였다.
배우는 교회에서 자동적으로 파문을 당하게 되고, 임종 때 배우직의 포기를 선서하지 않으면 성직자로부터 임종성사를 받을 수 없는 상태였기 때문에 배우의 실제적인 생활은 상당히 문란했었다. 예컨대 몰리에르의 결혼의 수수께끼를 비롯하여 라신의 첫번 애인 라 뒤 파르크에게는 남편이 있었고 두 번째 애인 라 샹메레도 남편이 있었을 뿐만 아니라 라신 이외에도 많은 관계를 맺었던 것 등을 들 수 있겠다.
1673년에 몰리에르가 사망한 뒤로는 미망인 아르망드와 그 보좌역 라그랑지는 당시 부진했던 마레 극단을 흡수하여 1670년에 건립된 게네고가(街)의 극장에 의지했으나 1680년에 왕명으로 부르고뉴 극장과 합병, 오늘날의 코메디 프랑세즈가 탄생했다.

## 현대극

### 프랑스 현대극의 신경향
프랑스 연극이 19세기적인 부르주아극에서 탈각(脫殼)하는 단서를 만든 것은 1887년 '자유극장'을 창설하고 졸라가 말하는 이른바 '연극에 있어서의 자연주의'를 실천한 앙드레 앙투안이었다. 이와 대립하여 1890년에 '예술좌(藝術座)'를 일으켜 '연극에 있어서의 상징주의'를 주장, 메테를링크를 소개한 폴 포르도 빠뜨릴 수가 없다. 그 이후 자연주의와 상징주의의 대립 속에서 프랑스 연극은 근대화되어 갔는데, 그것이 참으로 현대적인 20세기의 연극으로 이행하는 것은 제1차 세계대전 전후로 생각할 수 있다.
물론 오늘날에도 파리에는 50개소가 넘는 소극장이 장기흥행을 계속하고 있고, 지방의 연극도 연간 백만명에 이르는 관객을 동원하고 있는 프랑스에서는 상연되는 작품이나 그 연출도 다종다양하다. 그 중에는 소위 불바르극(劇)처럼 아직도 19세기 연극의 껍질을 쓴 것들도 많다. 예를 들어 마르셀 아샤르는 아직 건재하며, 극히 최근까지도 매년 교묘한 풍자희극을 발표하여 왔고, 제2차 세계대전 후 불바르극의 왕이라는 앙드레 루생은 자작품(自作品)이 파리의 세 극장에서 동시에 상연되는 대성공을 거두었다. 최근에는 프랑수아즈 사강이 씁쓸한 현대의 우수(憂愁)를 옛 그릇에 담아 불바르의 전통을 계승해 나가려고 하고 있다. 그러나 한편으로는 같은 파리의 무대에서 19세기적인 감각으로는 이해할 수 없는 전위극(前衛劇)이나 외국극이 상연되어 좋은 평판을 얻고 있다. 그리고 불바르극 자체도 그 영향을 받아 점차적으로 변질되어 가고 있다는 사실은 페리시안 마르소의 작품 등을 보아도 분명하다.
즉 1910년대를 경계로 해서 19세기 혹은 그 이전과는 분명히 다른 몇 개의 경향이 프랑스 연극에 일반적으로 인정되는 것도 부정할 수 없는 사실이다. 연극의 20세기를 특징짓는 이 새로운 경향으로서 연출의 융성, 연극의 사회적 역할의 자각, 외국 연극과의 교류의 발전 등을 들 수 있다.

### 프랑스 연극의 연출의 융성
연출의 융성이란 특히 20세기에 들어와 연출가의 권위·재능이 무대창조에 있어서 주도적인 역할을 하게 되었다는 뜻이다. 장 비라르가 말한 것처럼 "극의 창조자는 작가가 아니라 연출가"들이 된 것이다. 이것은 물론 프랑스에 한한 것이 아니라 오늘날 연극의 세계적인 경향이지만, 연극이 전통적으로 문학에 의존하고 있고, 따라서 작가의 권위가 절대적이었던 프랑스에선 특필할 만한 변화라고 하지 않을 수 없다. 이와 같은 연출가의 지배는 고전의 재연에 있어서도 신작의 상연과 마찬가지로 새로운 연극의 형식을 낳았고, 여러 가지 실험을 가능케 했다.
1913년 콜롱뷔에좌를 창설한 자크 코프는 연극을 상업주의의 해독으로부터 구하고, 명실공히 그 이름에 부끄러움이 없는 예술로 승화시키기 위해 금욕적인 소극장 운동을 일으켰다. 코포의 후계자인 샤를 뒤랑과 루이 주베는 그의 정신을 이어받아 조르주 피토에프와 가스통 바티를 참가시켜서 두 대전 사이의 황금 시대를 만들어 냈다.
또한 이들의 이른바 정통파에 대하여 장 콕토나 안토난아르트, 더 나아가서는 오오탕 라라, 이토킨에 의한 전위적인 실험이 쌓여져, 그 결과 두 대전 사이에 프랑스에서 오늘날 볼 수 있는 연출의 거의 대부분이 이미 시도되었다. 제2차 세계대전 후의 극계에 군림한 쟝 빌라르 또는 장 루이 바로 등의 업적도 연출에 관한 한 그것들을 완성하고 세련시킨 데 불과하다.

### 프랑스 연극의 사회적 역할의 자각
연출의 개혁이라는 신무기를 손에 든 프랑스 연극은 연극의 사회적인 의미나 역할에 관한 19세기적 관념을 재검토했다. 연극이 어떤 관객에 대해 호소할 수 있고 무엇을 가져오는 것인가에 대한 대답은 이미 근대연극의 과제이기도 했으나, 17세기 이래 중앙집권제가 확립되어 모든 것이 파리로 집중되고, 파리의 부르주아를 위한 연극의 상업적 융성이 뿌리깊이 박혀 있는 프랑스에서는 쉬운 일이 아니었다.
그래도 20세기에 들어와서는 예컨대 피르맹 제미에에 의한 국립순회극단의 구상처럼, 연극의 지방분산이나 지방연극의 구상이 진지하게 고려되었고, 그것이 2차대전 후에는 열매를 맺어, 한편으로는 국립시민극장이나 국립지방연극센터의 활동이 발전하고, 다른 한편으로는 시즌 오픈에서의 연극제(演劇祭)가 되어, 지금까지 무대와 접할 기회가 적었던 층의 관객을 동원했다.
작품의 내용도 이에 따라 변화되어, 20세기 초엽에 있어서의 개인주의적인 심리극은 서서히 연극의 주류에서 후퇴하고, 실존주의 연극이나 전위극이 이를 대신하여 들어앉았으며, 전후에는 가톨릭시즘의 찬가(讚歌)인 클로델극이 일반적인 명성을 얻게 되었다. 20세기의 프랑스연극은 새로운 관객을 획득하고, 거기에다 어떤 의미의 세계관을 부여하려는 움직임을 보이고 있다.

### 프랑스 연극의 국제교류
연출예술의 확립, 연극의 사회적 역할에 대한 자각이 20세기 전반의 프랑스 연극의 방향이라고 한다면, 1950년대 이후는 더욱 새로운 특징이 가해진 듯 보인다. 그것은 외국 연극과의 교류의 발전이다.
단순한 외국극의 소개라면 제2차대전 전에도 뤼네 포나 피토에프에 의한 북구작가나 피란델로, 체호프의 상연 등이 있었을 정도로 수적으로는 결코 적지 않았다. 그러나 일찍이 셰익스피어를 야만인이라 부르던 파리의 관객들에게는 외국극이란 일종의 이국정취의 대상은 될 수 있어도 연극의 주류로서 받아들여지지 않았다.
그런데 50년대에 나타난 이른바 반연극파(反演劇派)의 작가들이 그 대부분은 외국 출신이면서 얼마 후에는 국립극장에까지 진출한 일, 1953년부터 파리에서 시작된 만국연극제가 원어극(原語劇)이면서도 성공한 일, 60년대에 브레히트극이 유행하여 그것이 프랑스 극계 전반에 큰 영향을 준 일, 더욱이 웨스커나 바이즈가 재빨리 상연된 일들을 종합해서 생각하면, 연극에 있어서의 프랑스의 중화사상(中華思想)이 소멸되지는 않았으나 크게 변질되어 왔음을 알 수 있다. 프랑스연극은 회화나 음악보다 50년이나 늦게 겨우 배타주의를 버리고, 오히려 세계의 연극, 적어도 유럽 연극의 중심이 되려고 하고 있다. 이러한 현상은 유럽 전체의 금후의 연극에 새로운 모습을 주게 될지도 모른다.

### 같이 보기
- 삼일치의 법칙
- 뷔를레스크
- 피에르 코르네유
- 몰리에르
- 장 라신
- 피에르 드 마리보
- 르네상스 연극
- 영국 엘리자베스 왕조 연극

#### 현대극 극작가와 작품
- 알프레드 자리
- 폴 클로델
- 에드몽 로스탕
- 조르주 페도
- 샤를 빌드락
- 앙리 르네 르노르망
- 장 콕토
- 쥘 로맹
- 장 지로두
- 마르셀 파뇰
- 마르셀 아샤르
- 장 아누이
- 아르망 살라크루
- 장 폴 사르트르
- 알베르 카뮈
- 앙리 드 몽테를랑
- 앙드레 루생
- 사뮈엘 베케트
- 유진 이오네스코
- 장 주네
- 아르튀르 아다모프
- 페르난도 아라발
- 프랑수아 비에두
- 아르망 가티

#### 현대극 연출가
- 오렐리앙 뤼네 포
- 피르맹 제미에
- 자크 코포
- 샤를 뒤랭
- 루이 주베
- 조르주 피토에프
- 가스통 바티
- 안토낭 아르토
- 장 루이 바로
- 장 빌라르

#### 프랑스의 극장
- 국립민중극장
- 코메디 프랑세즈
- 국립지방연극센터
- 불바르 극장
- 그랑 기뇰 극장
- 유세트 극장

#### 프랑스의 현대극 배우
- 피에르 프레네
- 마리 벨
- 피에르 브라쇠르
- 에드위지 푸이에르
- 제라르 필립
- 마리아 카자레스

## 참조 자료
- 이 문서에는 다음커뮤니케이션(현 카카오)에서 GFDL 또는 CC-SA 라이선스로 배포한 글로벌 세계대백과사전의 내용을 기초로 작성된 글이 포함되어 있습니다.